# Druzhba (Schiff)
Die Druzhba (russ.: Дружба, Druschba; deutsch Freundschaft) ist ein Schulschiff der ukrainischen Akademie für Navigation. Das 1987 gebaute Schiff gehört zu den modernen Vollschiffen einer Serie von Schwesterschiffen nach Plänen des polnischen Segelschiffkonstrukteurs Zygmunt Choreń und wurde auf der polnischen Lenin-Werft in Gdańsk gebaut.
Schwesterschiffe der Druschba sind Mir, Pallada, Khersones, Dar Młodzieży und Nadezhda.
Die Druzhba wurde auch von Touristen genutzt, es gibt ein Restaurant und zwei Bars. Das Schiff fuhr im Sommer in griechischen und türkischen Gewässern, im Winter im Roten Meer.
Nachdem die Betreibergesellschaft Konkurs gegangen war, lag das Schiff drei Jahre in Limassol an der Kette. Im Februar 2001 verließ das Schiff Limassol und fuhr nach Odessa, wo es bis heute liegt. Es wird weiter für die Ausbildung von Kadetten genutzt, ist aber nicht mehr fahrtüchtig. Um das Schiff wieder fahrtüchtig zu machen, wird etwa eine halbe Million Euro benötigt.